# 当热勒
当热勒（法語：Dangeul，法語發音：[dɑ̃ʒœl]）是法国萨尔特省的一个市镇，属于马梅尔斯区。

## 地理
当热勒（48°14'54"N, 0°15'25"E）面积13.64 平方千米，位于法国卢瓦尔河地区大区萨尔特省，该省份为法国西北部内陆省份，北起顺时针与奥恩省、厄尔-卢瓦省、卢瓦-谢尔省、安德尔-卢瓦尔省、曼恩-卢瓦尔省和马耶讷省接壤，是法国大西部的入口，连接卢瓦尔河谷、布列塔尼和巴黎盆地。
与当热勒接壤的市镇（或旧市镇、城区）包括：图瓦涅、库尔甘、马罗勒莱布罗、梅济耶尔叙蓬图安、努昂。

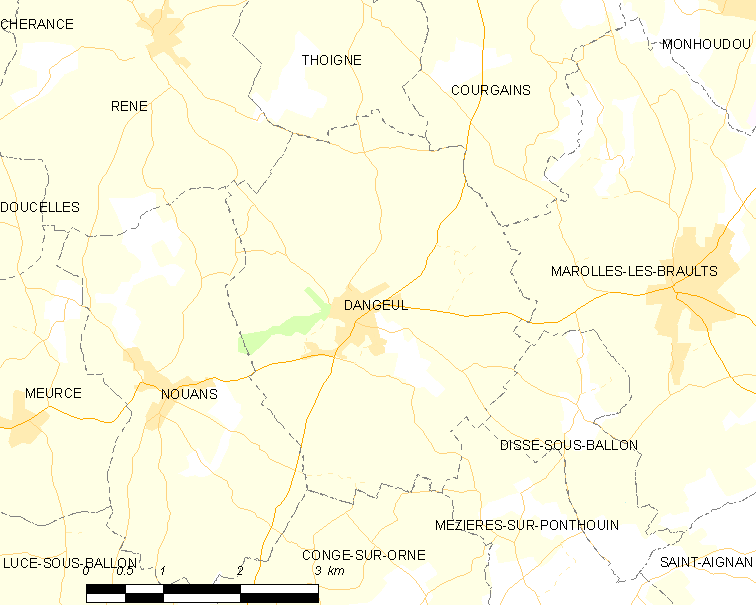
当热勒的OSM定位图

当热勒的时区为UTC+01:00、UTC+02:00（夏令时）。

## 行政
当热勒的邮政编码为72260，INSEE市镇编码为72112。

## 政治
当热勒所属的省级选区为马梅尔斯县。

## 人口

1962-2008年间当热勒人口变化图示

当热勒于2022年1月1日时的人口数量为482人。